# Liste der Kunstwerke im öffentlichen Raum in Wien/Wieden
Diese Liste der Kunstwerke im öffentlichen Raum in Wieden enthält die im „Wien Kulturgut“ (digitalen Kulturstadtplan der Stadt Wien) gelisteten Kunstwerke im öffentlichen Raum (Public Art) im Bezirk Wieden.
Gedenktafeln sind in der Liste der Gedenktafeln und Gedenksteine in Wien/Wieden angeführt.

## Kunstwerke
| Foto |                 | Name                                                                                            | Typ                                      | Standort                                                                                                | Künstler                                                                         | Datierung         | Beschreibung | Metadaten |
| ---- | --------------- | ----------------------------------------------------------------------------------------------- | ---------------------------------------- | --- | -------------------------------------------------------------------------------- | ----------------- | --- | --- |
| ja   | Datei hochladen | Christoph Willibald Ritter von Gluck ID: 43442 HERIS-ID: 25552 Objekt-ID: 21984                 | Denkmäler                                | Argentinierstraße 6, Ecke Kreuzherrengasse Standort                                                     | Vincenz Pilz                                                                     | 1865              | Ganzfigurige Statue von Christoph Willibald Gluck | Standort: In Grünanlage.                                                                                              |
| ja   | Datei hochladen | Georg Franz Kolschitzky ID: 43455                                                               | Denkmäler                                | Favoritenstraße 64 / Kolschitzkygasse 2-4 Standort                                                      | Emanuel Pendl                                                                    | 1885              | Metallfigur von Georg Franz Kolschitzky in türkischer Tracht, Kaffee servierend | Standort: An der Gebäudeecke über dem Erdgeschoß. Wandgebunden.                                                       |
| ja   | Datei hochladen | Erzherzog-Johann-(von-Österreich)-Denkmal ID: 70926                                             | Denkmäler                                | Gußhausstraße 30 Standort                                                                               | Erwin Huber                                                                      | 1996              | Metallene Portraitbüste von Erzherzog Johann (dem Gründer der TU Graz) auf Steinsockel | |
| ja   | Datei hochladen | Johannes Brahms ID: 43440 HERIS-ID: 24019 Objekt-ID: 20392                                      | Denkmäler                                | Im Resselpark, an der Lothringerstraße. Standort                                                        | Rudolf Weyr                                                                      | 1908              | Sitzfigur Johannes Brahms’ mit einer weiblichen Gestalt mit einer Lyra zu Füßen | |
| ja   | Datei hochladen | Irene-Harand-Denkmal ID: 76903                                                                  | Denkmäler                                | Irene-Harand-Platz, vor der Paulanerkirche. Standort                                                    | Stephan Hilge                                                                    | 2010              | Koffer-, Schrift- und Bekleidungsfragmente aus Bronze auf Basaltsockel | |
| ja   | Datei hochladen | Josef-Madersperger-Denkmal ID: 70976 HERIS-ID: 24017 Objekt-ID: 20390                           | Denkmäler                                | Karlsplatz Standort                                                                                     | Karl Philipp                                                                     | 1933              | Portraitbüste Josef Maderspergers | Standort: Resselpark                                                                                                  |
| ja   | Datei hochladen | Siegfried-Marcus-Denkmal ID: 70978 HERIS-ID: 24016 Objekt-ID: 20389                             | Denkmäler                                | Karlsplatz Standort                                                                                     | Franz Seifert                                                                    | 1932              | Portraitbüste von Siegfried Marcus auf reliefiertem Sockel | Standort: Rechts an der Zufahrt zur Karlskirche.                                                                      |
| ja   | Datei hochladen | Joseph Ressel ID: 43454 HERIS-ID: 24018 Objekt-ID: 20391                                        | Denkmäler                                | Karlsplatz – Resselpark Standort                                                                        | Anton Dominik Fernkorn                                                           | 1863              | Überlebensgroße Bronzefigur Joseph Ressels auf Steinsockel | Standort: Vor dem Haupteingang der Technischen Universität Wien (Hauptgebäude)                                        |
| ja   | Datei hochladen | Johann von Radinger ID: 43436                                                                   | Denkmäler                                | Karlplatz 13 Standort                                                                                   | Richard Kauffungen                                                               | 1903              | Büste Johann von Radingers | Standort: Vor der, dem Resselpark zugewandten Fassade der Technischen Universität, 4. Büste rechts vom Eingang.       |
| ja   | Datei hochladen | Ferdinand Freiherr von Hochstetter ID: 43460                                                    | Denkmäler                                | Karlsplatz 13 Standort                                                                                  | Richard Jakitsch                                                                 |                   | Büste Ferdinand von Hochstetters | Standort: Vor der, dem Resselpark zugewandten Fassade der Technischen Universität, 3. Büste rechts vom Eingang.       |
| ja   | Datei hochladen | Anton von Schrötter ID: 43438                                                                   | Denkmäler                                | Karlplatz 13 Standort                                                                                   | Alfonso Caniani                                                                  |                   | Büste Anton Schrötter von Kristellis | Standort: Vor der dem Resselpark zugewandten Fassade der Technischen Universität, 2. Büste rechts vom Eingang.        |
| ja   | Datei hochladen | Adam Reichsfreiherr von Burg ID: 43458                                                          | Denkmäler                                | Karlsplatz 13 Standort                                                                                  | Theodor Charlemont                                                               |                   | Büste Adam von Burgs | Standort: Vor der, dem Resselpark zugewandten Fassade der Technischen Universität, 1. Büste rechts vom Eingang.       |
| ja   | Datei hochladen | Johann Joseph Ritter von Prechtl ID: 43461                                                      | Denkmäler                                | Karlsplatz 13 Standort                                                                                  | Rudolf Weyr                                                                      |                   | Büste Johann Joseph von Prechtls | Standort: Vor der dem Resselpark zugewandten Fassade der Technischen Universität, 4. Büste von der Karlskirche aus.   |
| ja   | Datei hochladen | Simon Stampfer ID: 43439                                                                        | Denkmäler                                | Karlsplatz 13 Standort                                                                                  | Franz Seifert                                                                    |                   | Büste Simon Stampfers | Standort: Vor der dem Resselpark zugewandten Fassade der Technischen Universität, 3. Büste von der Karlskirche aus.   |
| ja   | Datei hochladen | Georg Rebhann Ritter von Aspernbruck ID: 43437                                                  | Denkmäler                                | Karlsplatz 13 Standort                                                                                  | Richard Luksch                                                                   |                   | Büste Georg Rebhanns | Standort: Vor der dem Resselpark zugewandten Fassade der Technischen Universität, 2. Büste von der Karlskirche aus.   |
| ja   | Datei hochladen | Heinrich von Ferstel ID: 43459                                                                  | Denkmäler                                | Karlplatz 13 Standort                                                                                   | Artur Kaan                                                                       |                   | Büste Heinrich von Ferstels | Standort: Vor der dem Resselpark zugewandten Fassade der Technischen Universität, 1. Büste von der Karlskirche aus.   |
| ja   | Datei hochladen | Hill Arches ID: 41975                                                                           | Profanplastiken/Kunst am Bau freistehend | Karlsplatz Standort                                                                                     | Henry Moore                                                                      | 1973              | Bronzeplastik | Standort: Teich vor der Karlskirche                                                                                   |
| ja   | Datei hochladen | Bronzeplastik „Kniende Mutter mit Kind“ ID: 78159                                               | Profanplastiken/Kunst am Bau freistehend | Karlsplatz Standort                                                                                     | Georg Ehrlich                                                                    | 1932              | Bronzeplastik | |
| ja   | Datei hochladen | ARCUS (Schatten eines Regenbogens) ID: url                                                      | Denkmal                                  | Karlsplatz Standort                                                                                     | Sarah Ortmeyer und Karl Kolbitz                                                  | 2023              | Denkmal für die im Nationalsozialismus verfolgten Homosexuellen | |
| ja   | Datei hochladen | Sarkophag und Trauernde ID: 43449                                                               | Profanplastiken/Kunst am Bau freistehend | Vor Karlsplatz 8 (Wien Museum Karlsplatz), zwischen Eingang des Museums und Symphonikerstraße. Standort | Carl Wollek                                                                      |                   | Weibliche Bronzefigur | Standort: Im Rondeau                                                                                                  |
| ja   | Datei hochladen | Sarkophag und Trauernde ID: 43449                                                               | Profanplastiken/Kunst am Bau freistehend | Vor Karlsplatz 8 (Wien Museum Karlsplatz), zwischen Eingang des Museums und Symphonikerstraße. Standort | Carl Wollek                                                                      |                   | Bronzesarkophag mit Reliefs musizierender Kinder | Standort: Im Rondeau                                                                                                  |
| ja   | Datei hochladen | Grenzstein ID: 43450                                                                            | Profanplastiken/Kunst am Bau freistehend | Vor Karlsplatz 8 (Wien Museum Karlsplatz), zwischen Eingang des Museums und Symphonikerstraße. Standort |                                                                                  |                   | Grenzstein mit Wappenrelief und nicht mehr leserlicher Inschrift | Standort: Im Rondeau                                                                                                  |
| ja   | Datei hochladen | „Der letzte Mensch“ ID: 43444                                                                   | Profanplastiken/Kunst am Bau freistehend | Vor Karlsplatz 8 (Wien Museum), zwischen Eingang des Museums und Symphonikerstraße Standort             | Anton Hanak                                                                      | 1917              | Bronzefigur | Standort: Im Rondeau                                                                                                  |
| ja   | Datei hochladen | „Die Treue der österreichischen Nation“ ID: 43447                                               | Profanplastiken/Kunst am Bau freistehend | Vor Karlsplatz 8 (Wien Museum), zwischen Eingang des Museums und Symphonikerstraße. Standort            | Johann Martin Fischer                                                            | 1812              | Die Gruppe besteht aus einer weiblichen Figur mit Krone, Szepter und Schriftrolle und einer männlichen Figur mit Helm zu Füßen, die rechte Hand wie zum Schwur auf eine Schriftrolle gelegt.                                         | Standort: Im Rondeau                                                                                                  |
| ja   | Datei hochladen | „Der Ackerbau“ ID: 43448                                                                        | Profanplastiken/Kunst am Bau freistehend | Vor Karlsplatz 8 (Wien Museum), zwischen Eingang des Museums und Symphonikerstraße. Standort            | Johann Martin Fischer                                                            | 1812              | Eine geflügelte Figur mit Füllhorn, daneben ein Bauer mit Pflug | Standort: Im Rondeau                                                                                                  |
| ja   | Datei hochladen | Brunnenplastik „Bärengruppe“ ID: 41135                                                          | Profanplastiken/Kunst am Bau freistehend | Kolschitzkygasse 9 Standort                                                                             | Franz Barwig der Jüngere                                                         | 1952              | Natursteinplastik mit einer Skulptur Spielender Bären, auch der Wasserauslauf ist als Bärenkopf gestaltet. | Standort: Wohnhausanlage                                                                                              |
| ja   | Datei hochladen | Mozart–Brunnen Vulgo: Zauberflötenbrunnen ID: 43443 HERIS-ID: 24014 Objekt-ID: 20387            | Brunnen                                  | Mozartplatz Standort                                                                                    | Otto Schönthal, Carl Wollek                                                      | 1905              | Bronzefiguren von Tamino (die Flöte spielend) und Pamina auf einem Steinsockel mit Fabelwesen | Standort: Platzmitte                                                                                                  |
| ja   | Datei hochladen | Zwei Sphingen ID: 43441                                                                         | Profanplastiken/Kunst am Bau freistehend | Rainergasse 11 Standort                                                                                 |                                                                                  | 1. Hälfte 18. Jh. | Zwei einander zugewandte Steinsphingen vor dem Palais Schönburg | Standort: Im Verlauf des Zaunes des Palais Schönburg, in der Achse der Schaumburgergasse.                             |
| ja   | Datei hochladen | Pinguin ID: 41592                                                                               | Profanplastiken/Kunst am Bau freistehend | Rainergasse 23-25 Standort                                                                              | Alois Heidel                                                                     | 1961              | Plastik aus Tonziegeln | Standort: Kindergarten                                                                                                |
| ja   | Datei hochladen | Tilgner-Brunnen Vulgo: Frosch-Brunnen / Kinder-Brunnen ID: 43457 HERIS-ID: 5307 Objekt-ID: 1170 | Brunnen                                  | Resselpark Standort                                                                                     | Viktor Tilgner                                                                   | 1902              | Auf einer reich gegliederten und Froschfiguren dekorierten Brunnenschale befinden sich zwei Putti, die als Wasserspeier einen Fisch und eine Ente halten. Der Brunnen wurde nach einem Modell aus dem Nachlass des Künstlers erbaut. | Standort: Vor dem Gebäude der Evangelischen Schule.                                                                   |
| ja   | Datei hochladen | Schutzengel-Brunnen ID: 43446 HERIS-ID: 25182 Objekt-ID: 21598                                  | Brunnen                                  | Rilkeplatz 4-6 Standort                                                                                 | August Siccard von Siccardsburg, Eduard van der Nüll, Johann Baptist Preleithner | 1846              | Über ein achteckiges Brunnenbecken mit metallgerahmtem Steinpfeiler befindet sich eine Engelfigur, die mit der linken Hand ein betendes Kind umfasst. Am Fuß sind Wasserspeier mit dem Wiener Wappen angebracht.                     | Standort: Mitte des kleinen Dreiecksplatzes an der Mündung der Margaretenstraße in die Wiedner Hauptstraße.           |
| ja   | Datei hochladen | Andreas-Hofer-Denkmal ID: 71001                                                                 | Denkmäler                                | Südtiroler Platz Standort                                                                               | Jakob Adlhart, Clemens Holzmeister                                               | 1978              | Steinstele für Andreas Hofer mit einem Relief des Tiroler Adlers (Vorderseite), der Stadt Meran (Rückseite) und dem Text des Andreas-Hofer-Liedes (Seiten)                                                                           | Standort: Grünanlage                                                                                                  |
| ja   | Datei hochladen | Engelbrunnen ID: 43456 HERIS-ID: 22469 Objekt-ID: 18802                                         | Brunnen                                  | Vor Wiedner Hauptstraße 55 Standort                                                                     | Anton Paul Wagner                                                                | 1893              | Auf einem Steinpfeiler befindet sich eine Mädchenfigur aus Metall, davor zwei angekettete Männer als Wasserspeier. | Standort: In der Mitte des dreiecksförmigen Platzes an der Mündung der Schaumburgerstraße in die Wiedner Hauptstraße. |
| ja   | Datei hochladen | Bertha-von-Suttner-Denkmal Vulgo: Mutter mit zwei Kindern ID: 41283                             | Denkmäler                                | Walterg./Favoritenstr. Standort                                                                         | Siegfried Charoux                                                                | 1959              | Denkmal aus Zement und Eisen | Standort: Wohnhausanlage, Bertha von Suttner-Hof, Bt. 3                                                               |
| ja   | Datei hochladen | Spielplastik „Bär“ ID: 41942                                                                    | Profanplastiken/Kunst am Bau freistehend | Walterg. 5/Favoritenstr. Standort                                                                       | Ferdinand Opitz                                                                  | ca. 1957          | Kalksteinplastik | Standort: Wohnhausanlage, Bertha-von-Suttner-Hof, Bt. 3                                                               |
| ja   | Datei hochladen | Spielplastik „Elefant“ ID: 41943                                                                | Profanplastiken/Kunst am Bau freistehend | Waltergasse 5 / Favoritenstraße Standort                                                                | Ferdinand Opitz                                                                  | ca. 1957          | Kalksteinplastik | Standort: Wohnhausanlage, Bertha-von-Suttner-Hof, Bt. 3                                                               |
| ja   | Datei hochladen | Maria Immaculata ID: 43445 HERIS-ID: 6168 Objekt-ID: 2043                                       | Sakrale Kleindenkmäler                   | Wiedner Hauptstraße 19, Einmündung Favoritenstraße Standort                                             |                                                                                  | 2. Hälfte 18. Jh. | Figur der Maria Immaculata auf einem Steinsockel | Standort: Dreiecksförmige Grünanlage vor Paulanerkirche                                                               |
| ja   | Datei hochladen | Säulenbrunnen ID: 43451                                                                         | Brunnen                                  | Wiedner Hauptstraße 52 Standort                                                                         |                                                                                  |                   | Toskanische Säule mit einer Kugel in einem Steinbecken | Standort: Kleiner Patzraum vor dem Gebäude                                                                            |